# Список сезонов «Майами Хит»
Список сезонов Майами Хит в Национальной баскетбольной ассоциации. За 24 сезона своего существования (до 2012 года), «Майами Хит» вышли в плей-офф НБА 16 раз. Команда выиграла титул чемпионов НБА дважды. В чемпионате НБА клуб выигрывал дважды, в 2006 и 2012 годах. Помимо этого «Майами Хит» выходили в финал НБА в 2011 году, где проиграли «Даллас Маверикс». Наилучший показатель побед-поражений команды был 66-16, в сезоне 2012/13, худший результат был 15-67, в своём первом сезоне 1988/89.
| Чемпионы НБА | Чемпионы конференции | Чемпионы дивизиона | Попадание в плей-офф |

Примечание: данные актуальны по состоянию на конец сезона 2011/12.
| Конф = Конференция | М = место в конференции | Див = Дивизион | М = место в дивизионе | В = Выиграли | П = Проиграли | П.П. = Процент выигранных матчей | # = Ссылки |

| Сезон     | Конф      | М  | Див             | М   | Регулярный сезон | Регулярный сезон | Регулярный сезон | Регулярный сезон | Плей-офф | Награды                                                | Главный тренер             | # |
| Сезон     | Конф      | М  | Див             | М   | В                | П                | П.П.             | Отст.игр         | Плей-офф | Награды                                                | Главный тренер             | # |
| --------- | --------- | -- | --------------- | --- | ---------------- | ---------------- | ---------------- | ---------------- | --- | ------------------------------------------------------ | -------------------------- | - |
| 1988/89   | Западная  | 13 | Среднезападный  | 6   | 15               | 67               | .183             | 36               | В плей-офф не вышли | —                                                      | Рон Ротштайн               |   |
| 1989/90   | Восточная | 11 | Атлантический   | 5   | 18               | 64               | .220             | 35               | В плей-офф не вышли | Рони Сейкали (СПИ)                                     | Рон Ротштайн               |   |
| 1990/91   | Восточная | 13 | Атлантический   | 7   | 24               | 58               | .293             | 32               | В плей-офф не вышли | —                                                      | Рон Ротштайн               |   |
| 1991/92   | Восточная | 8  | Атлантический   | 4   | 38               | 44               | .463             | 13               | Проиграли в первом раунде Чикаго Буллз, 0-3 | —                                                      | Кевин Лафери               |   |
| 1992/93   | Восточная | 11 | Атлантический   | 5   | 36               | 46               | .439             | 24               | В плей-офф не вышли | —                                                      | Кевин Лафери               |   |
| 1993/94   | Восточная | 8  | Атлантический   | 4   | 42               | 40               | .512             | 15               | Проиграли в первом раунде Атланта Хокс, 2-3 | —                                                      | Кевин Лафери               |   |
| 1994/95   | Восточная | 11 | Атлантический   | 4   | 32               | 50               | .390             | 25               | В плей-офф не вышли | —                                                      | Кевин Лафери Элвин Джентри |   |
| 1995/96   | Восточная | 8  | Атлантический   | 3   | 42               | 40               | .512             | 18               | Проиграли в первом раунде Чикаго Буллз, 0-3 | —                                                      | Пэт Райли                  |   |
| 1996/97   | Восточная | 2  | Атлантический   | 1 ^ | 61               | 21               | .744             | —                | Выиграли в первом раунде Орландо, 3–2 Выиграли в полуфинале конференции Нью-Йорк, 4–3 Проиграли в финале конференции Чикаго Буллз, 1-4                               | Пэт Райли (ТрГ) Айзек Остин (СПИ) Пи Джей Браун (JWKC) | Пэт Райли                  |   |
| 1997/98   | Восточная | 2  | Атлантический ^ | 1 ^ | 55               | 27               | .671             | —                | Проиграли в первом раунде Нью-Йорк, 2-3 | —                                                      | Пэт Райли                  |   |
| 1998/99   | Восточная | 1  | Атлантический   | 1 ^ | 33               | 17               | .660             | —                | Проиграли в первом раунде Нью-Йорк, 2-3 | Алонзо Моурнинг (ЛОИ)                                  | Пэт Райли                  |   |
| 1999/2000 | Восточная | 2  | Атлантический   | 1 ^ | 52               | 30               | .634             | —                | Выиграли в первом раунде Detroit Pistons, 3–0 Проиграли в полуфинале конференции Нью-Йорк, 3-4                                                                       | Алонзо Моурнинг (ЛОИ & JWKC)                           | Пэт Райли                  |   |
| 2000/01   | Восточная | 3  | Атлантический   | 2   | 50               | 32               | .610             | 6                | Проиграли в первом раунде Нью-Орлеан, 0-3 | —                                                      | Пэт Райли                  |   |
| 2001/02   | Восточная | 11 | Атлантический   | 6   | 36               | 46               | .439             | 16               | В плей-офф не вышли | —                                                      | Пэт Райли                  |   |
| 2002/03   | Восточная | 13 | Атлантический   | 7   | 25               | 57               | .305             | 24               | В плей-офф не вышли | —                                                      | Пэт Райли                  |   |
| 2003/04   | Восточная | 4  | Атлантический   | 2   | 42               | 40               | .512             | 5                | Выиграли в первом раунде Нью-Орлеан, 4–3 Проиграли в полуфинале конференции Индиана, 2-4                                                                             | —                                                      | Стэн Ван Ганди             |   |
| 2004/05   | Восточная | 1  | Юго-восточный   | 1 ^ | 59               | 23               | .720             | —                | Выиграли в первом раунде Нью-Джерси, 4–0 Выиграли в полуфинале конференции Вашингтон, 4–0 Проиграли в финале конференции Детройт, 3-4                                | —                                                      | Стэн Ван Ганди             |   |
| 2005/06   | Восточная | 2  | Юго-восточный   | 1 ^ | 52               | 30               | .634             | —                | Выиграли в первом раунде Чикаго, 4–2 Выиграли в полуфинале конференцииНью-Джерси, 4–1 Выиграли в финале конференции Детройт, 4–2 Выиграли в финале НБА Даллас, 4–2   | Дуэйн Уэйд (MVPФ)                                      | Стэн Ван Ганди Пэт Райли   |   |
| 2006/07   | Восточная | 4  | Юго-Восточный ^ | 1 ^ | 44               | 38               | .537             | —                | Проиграли в первом раунде Чикаго, 0-4 | —                                                      | Пэт Райли                  |   |
| 2007/08   | Восточная | 15 | Юго-Восточный   | 5   | 15               | 67               | .183             | 37               | В плей-офф не вышли | —                                                      | Пэт Райли                  |   |
| 2008/09   | Восточная | 5  | Юго-восточный   | 3   | 43               | 39               | .524             | 16               | Проиграли в первом раунде Атланта, 3-4 | —                                                      | Эрик Споелстра             |   |
| 2009/10   | Восточная | 5  | Юго-восточный   | 3   | 47               | 35               | .573             | 12               | Проиграли в первом раунде Бостон, 1-4 | Дуэйн Уэйд (MVP МЗ)                                    | Эрик Споелстра             |   |
| 2010/11   | Восточная | 2  | Юго-восточный   | 1^  | 58               | 24               | .707             | —                | Выиграли в первом раунде Филадельфия, 4–1 Выиграли в полуфинале конференции Бостон, 4–1 Выиграли в финале конференции Чикаго, 4–1 Проиграли в финале НБА Даллас, 2-4 | Пэт Райли (МеГ)                                        | Эрик Споелстра             |   |
| 2011/12   | Восточная | 2  | Юго-восточный   | 1^  | 46               | 20               | .697             | —                | Выиграли в первом раунде Нью-Йорк, 4–1 Выиграли в полуфинале конференции Индиана, 4–2 Выиграли в финале конференции Бостон, 4–3 Выиграли в финале НБА Оклахома, 4-1  | Леброн Джеймс (MVPФ & MVP)                             | Эрик Споелстра             |   |

## Статистика
Статистика откорректированная по состоянию на конец сезона 2011/12.
| Статистика                                      | Побед | Поражений | %Выигрышей |
| ----------------------------------------------- | ----- | --------- | ---------- |
| Майами Хит в регулярном чемпионате (1988–н.в.)  | 965   | 955       | .503       |
| Майами Хит в Плей-офф (1992–н.в.)               | 87    | 75        | .537       |
| За все время в регулярном чемпионате и плей-офф | 1052  | 1030      | .505       |